# Таштемір Ельдарханов
Таштемір Ельжуркаєвіч Ельдарханов (1 квітня 1870 , Гехі, Чечня, Російська імперія — 14 листопада 1934 , Грозний, Чечено-Інгушська автономна область, СРСР) — чеченський революционер, просвітитель, письменник, громадський, політичний та державний діяч, депутат Першої та Другої державних Дум.

## Біографія

### Ранні роки
Таштемір Ельдарханов народився 1 квітня 1870 року у селі Гехи у селянській сім'ї. Виявив схильність до навчання і сім років був визначений в єдину в Чечні гірську школу в Грозному. Після її закінчення вступив до Владикавказького реального училища.
У 1893 Ельдарханов закінчив Тифліський учительський інститут. Протягом п'яти років працював у Майкопі, потім у Грозненській гірській школі.
У студентські роки Таштемір Ельдарханов почав збирати в архівах Тифлісу та Владикавказу зразки усної творчості чеченців. У 1900 році опублікував у «Збірнику матеріалів для опису місцевостей та племен Кавказу» кілька чеченських легенд російською мовою. В 1911 в Тифлісі був виданий підготовлений ним перший чеченський буквар.

### Початок політичної діяльності

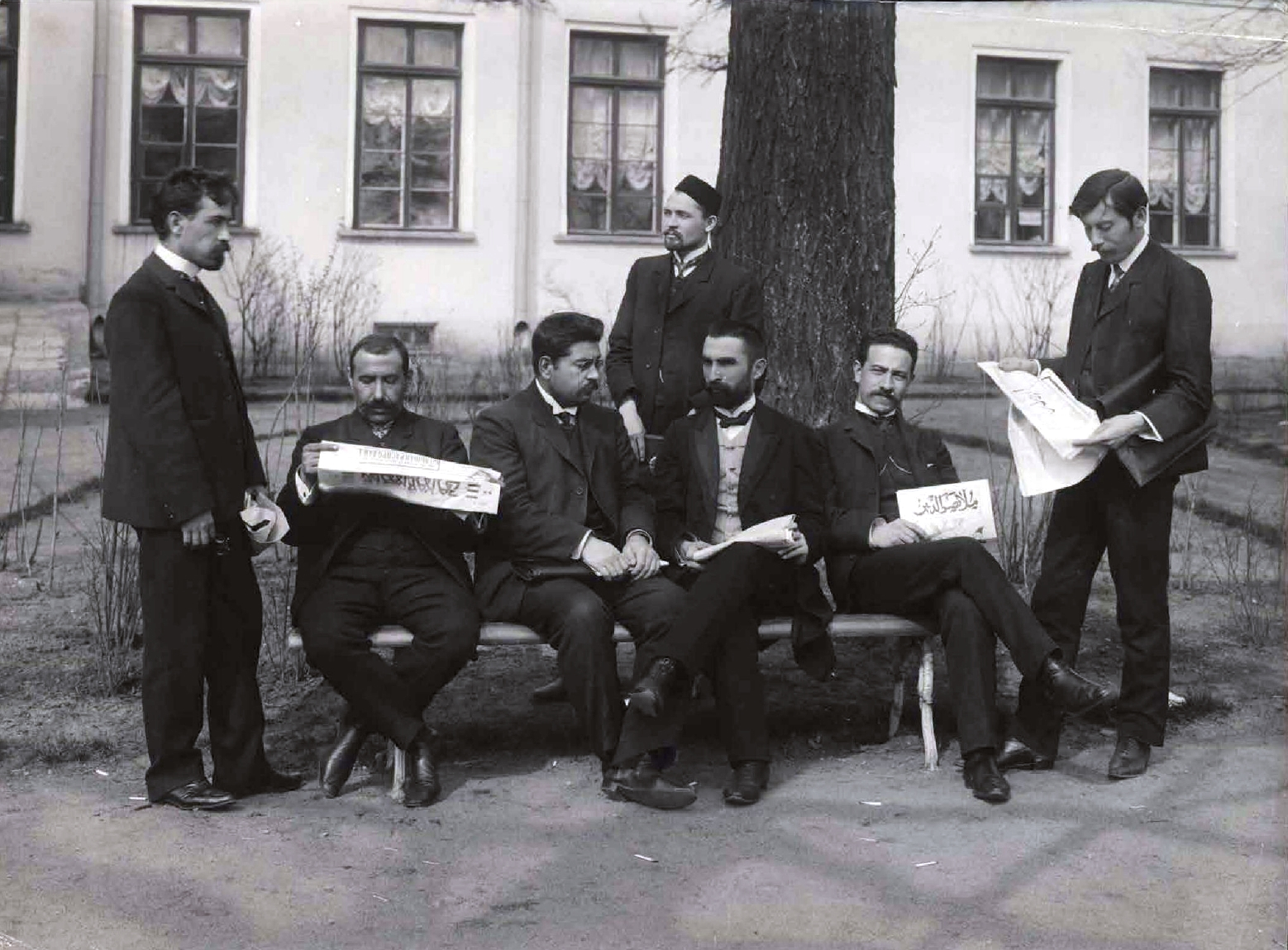
Депутати II Державної думи Російської імперії. Стоять: Х. Хасмамедов, К. Хасанов, А. Медієв; сидять: А. Кардашев, З. Зейналов, Т. Ельдарханов, М. Махмудов.

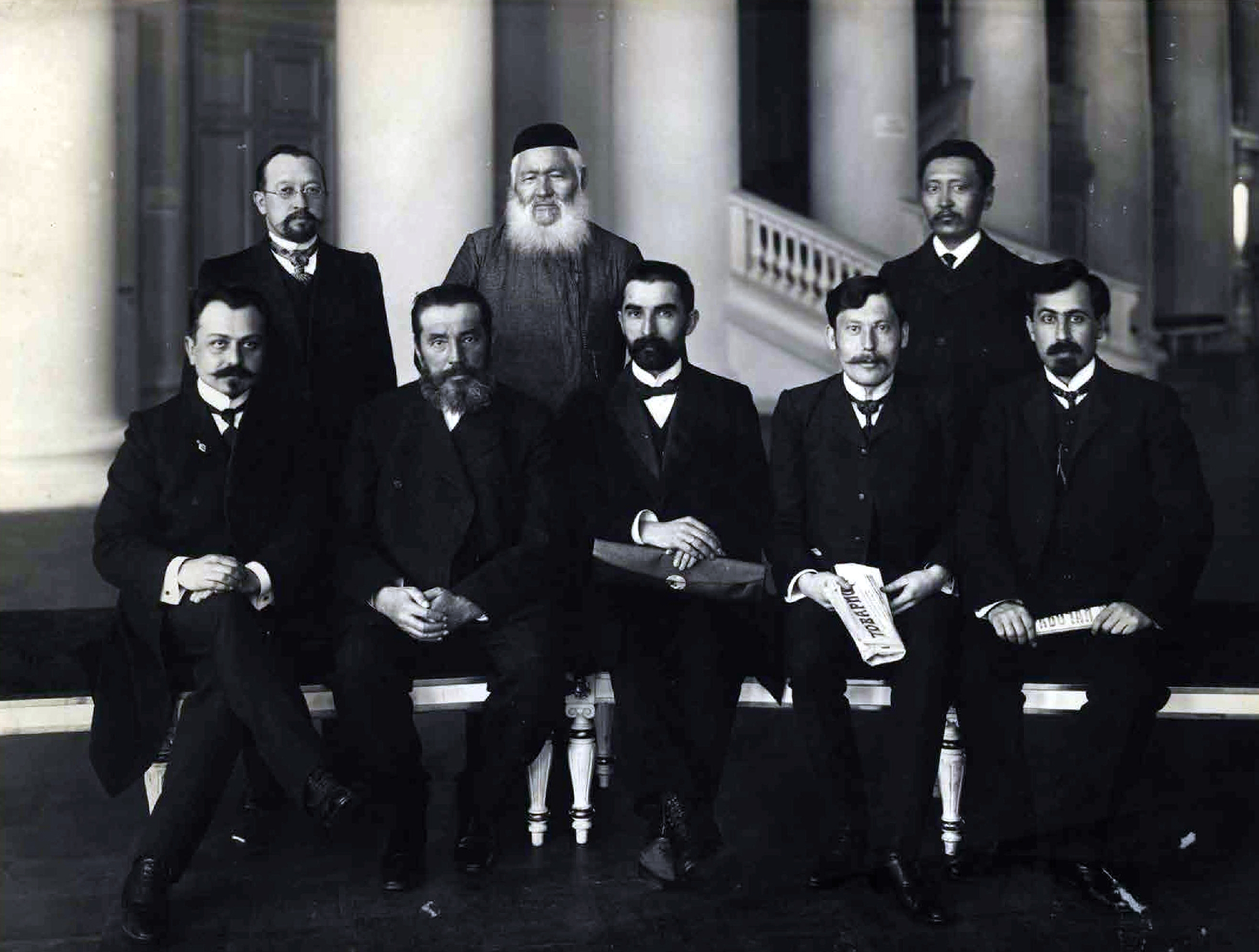
Група депутатів-мусульман 2-ої Державної думи (сидять зліва направо): Фаталі Хан-Хойський, Шах-Айдар Сиртланов, Таштемір Ельдарханов, Решид Медієв, Халіл Хас-Мамедов. Стоять: Муххамед-Акрам Біглов, Шахбал Сейфетдінов, Ахмед Беремжанов.

Педагогічна та громадська діяльність Ельдарханова збіглася з періодом розвитку революційного руху. Він відвідував мітинги, прагнув зрозуміти суть подій, що відбуваються. Буваючи в аулах, пропагував демократичні ідеали. Тому його звільнили зі школи за мотивами «політичної неблагонадійності».
У 1906 році був обраний до Першої Думи депутатом від Терської області. Ельдарханов сподівався поєднати на міжнародній основі трудящих у боротьбі проти самодержавства.
9 липня 1906 року Перша Дума була розігнана. 6 лютого 1907 року на зборах виборців від селян та міських жителів Терської області Таштемір Ельдарханов, який став на той час відомим громадським діячем, був обраний депутатом до Другої Думи.
Після розпуску Другої Державної Думи Ельдарханов повернувся до Грозного. Проте влада заборонила йому викладання у школах Терської області. Він виїхав до Баку, де працював у системі освіти до Лютневої революції 1917 року.

### Революція та громадянська війна

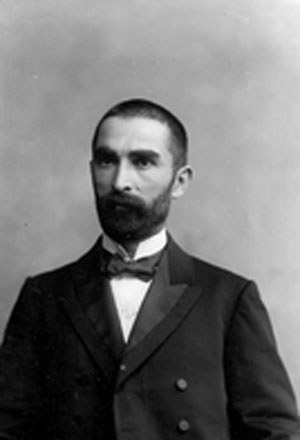
Т. Ельдарханов, 1912?

Після Лютневої російської революції він повернувся до Чечні та активно включився у революційний рух. Ельдарханов переконаний, що історична перспектива гірських народів пов'язані з революційної Росією. Більшовики залучили його для роз'яснювальної роботи серед солдатів «дикої дивізії», що йшла на Петроград. В результаті діяльності Ельдарханова та його товаришів частини дивізії, що становили ударну силу корнілівських військ, було зупинено без жодного пострілу.
У період Стоденних боїв із серпня по листопад 1918 року Ґойтінський Рада, керована Ельдархановим, очолив боротьбу проти білокозаків. В обложений Грозний були послані загони чеченських червоноармійців, організована допомога продовольством та боєприпасами.
Незабаром після закінчення цих боїв у Чечено-Інгушетію увійшли війська Денікіна. Частини Червоної Армії під натиском переважаючих сил противника були змушені відступити з Владикавказу і Грозного.

### Радянський період

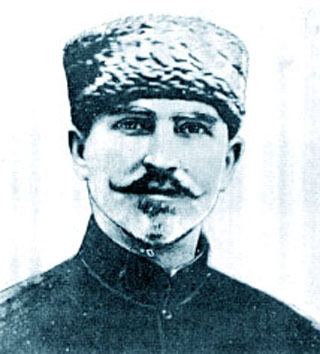
Таштемір Ельдарханов, радянський період.

Після захоплення Грозного в міських районах Чечено-Інгушетії було скликано народні з'їзди, які висловилися за Радянську владу. Головою Чеченського ревкому, за рекомендацією голови РВС Кавказького фронту та Північно-Кавказького ревкому Г. Орджонікідзе, був призначений Т. Ельдарханів.
У серпні 1920 року на першому з'їзді Рад Чечні Ельдарханов був обраний головою обласного виконкому. Згодом його було обрано на посаду голови ЦВК Горської АРСР із збереженням за ним посади голови Чеченського облвиконкому. Після утворення 1922 року Чеченської автономної області Ельдарханов працював головою обласного ревкому. На з'їзді Рад Чечні у серпні 1923 року його було обрано головою виконкому Чеченської автономної області. У тому ж році через внутрішньопартійні протиріччя йому довелося залишити посаду керівника обласної партійної організації. Після цього аж до 1989 року на чолі Чеченського, а потім Чечено-Інгуського обкому КПРС не було працівників з числа вайнахів.
Після утворення Північно-Кавказького краю Ельдарханов був призначений головою Національної Ради при крайвиконкомі та переїхав до Ростов-на-Дону.
Ельдарханов був делегатом 8, 10, 11 і 12 Всеросійських з'їздів Рад, членом ВЦВК 10, 11, 12 скликань, членом ЦВК СРСР 1, 2, 3 скликань від Чеченської автономної області. У 1929 році він повернувся до Грозного. Останні роки свого життя Ельдарханов обіймав керівні посади в об'єднанні «Грознефть». Він помер 14 листопада 1934 після нетривалої хвороби.

## Пам'ять
- У 1959 році Урус-Мартановський райком КПРС ухвалив рішення про увічнення пам'яті Ельдарханова. Однак це рішення було скасовано Чечено-Інгуським обкомом партії з наступним формулюванням:

|  | Т. Э. Эльдарханов в годы установления Советской власти пользовался услугами религиозного авторитета Али Митаева. |

- Ім'ям Ельдарханова названо вулиці в селах Шалажі[4], Гехі[5] та ряді інших населених пунктів Чечні.